# Francesco Bianchini (fantino)
Francesco Bianchini detto Campanino (Siena, 3 ottobre 1808 – ...) è stato un fantino italiano.
Presente ben 55 volte al Palio di Siena, ha vinto nove volte sul tufo di Piazza del Campo.
Campanino è il fantino che ha corso più Palii consecutivamente: 44 tra il 1827 e il 1847 (alle sue spalle Caino e Gobbo Saragiolo con 34). Ha corso in tutte le Contrade di Siena, fatta eccezione per Drago e Valdimontone.
Campanino era padre di un altro fantino: Leopoldo detto Piccolo Campanino; era inoltre genero di Cicciolesso (Luigi Brandani), cugino di Pipistrello (Giovanni Brandani) e di Brandino Minore (Agostino Brandani).

## Carriera al Palio di Siena
Sono ben note le rivalità tra le Contrade di Siena, che animano da sempre il Palio; ma spesso, oltre alle rivalità tra Contrade, anche quelle tra fantini hanno influenzato gli esiti della corsa. Nella storia dei "dualismi" in Piazza del Campo ha un posto di rilievo anche quella tra Francesco Bianchini detto Campanino ed il celebre Gobbo Saragiolo. Quest'ultimo è il fantino più vincente della storia del Palio con 15 successi (assieme a Mattia Mancini detto Bastiancino), mentre Campanino ha trionfato complessivamente per 9 volte in 55 presenze.
Campanino, che deve il proprio soprannome alla campanella d'oro che portava all'orecchio, entrò nella storia del Palio anche per la sua vita particolarmente turbolenta e movimentata. A soli 11 anni venne prosciolto dal processo a lui intentato per omicidio di un coetaneo, nonostante molte testimonianze a lui contrarie.
La prima vittoria al Palio arrivò a 19 anni, nell'agosto 1828; già in quell'occasione ci furono i primi contrasti con il Gobbo Saragiolo, che correva nell'Oca. Campanino vinse ancora il 2 luglio 1830 nella Civetta e centrò il personale cappotto in agosto, per l'Istrice. Ancora una volta i due fantini vali non mancarono di rivaleggiare a colpi di nerbate.
Parallelamente all'attività di fantino, Francesco Bianchini si dedicava anche ad altre attività non sempre lecite, che gli provocarono inevitabilmente guai giudiziari. Ad esempio, fu coinvolto in una furibonda rissa dopo un furto di cocomeri, venendo spalleggiato da alcuni membri della famiglia Brandani, la dinastia di fantini più numerosa della storia, con cui nel frattempo si era imparentato grazie al matrimonio con la figlia di Cicciolesso.
Tornò a vincere al Palio nel luglio 1835 per la Pantera, ripetendosi due anni dopo per l'Aquila.
Il 18 novembre 1838 rimase coinvolto in un grave episodio di cronaca nera. Dopo una corsa presso Castelnuovo Berardenga, Bianchini si rese protagonista di una violenta rissa con Angiolo Bandini, barbaresco del Gobbo Saragiolo. Bandini fu scaraventato in un fosso dal Bianchini, dopo essere stato ripetutamente preso a calci e pugni dal fantino stesso; la caduta provocò una semilussazione alla prima vertebra cervicale, che causò la rottura di alcune vene ed una conseguente emorragia da cui derivò la morte del Bandini. La sentenza fu benevola, e Bianchini fu condannato «...come autore per colpa lieve dell'omicidio di Angiolo Bandini, nella pena di tre mesi di carcere, dei danni e spese da liquidarsi a favore degli eredi dell'ucciso e nelle spese processuali che tassa in fiorini centouno e cinquecento fiorini...».
La condanna non gli impedì di tornare rapidamente a correre il Palio, dove vinse tre volte consecutive: 16 agosto 1840 per la Civetta, 2 luglio 1841 per l'Oca, 16 agosto 1841 per la Lupa. Vinse per nona ed ultima volta il 2 luglio 1843 per la Tartuca, e da quel momento la sua stella iniziò ad offuscarsi. Allo stesso tempo, il Gobbo Saragiolo tornò in auge, dopo alcuni anni di appannamento.
Il 3 luglio 1853 Campanino ed il Gobbo Saragiolo rivaleggiarono per l'ennesima volta. Campanino corse nell'Oca e, dopo una caduta al canape durante una mossa annullata, partì in testa e vi rimase fino al terzo giro; dovette però cedere alla rimonta del Gobbo, partito malissimo nella Torre, che lo beffò impedendogli di vincere per la decima volta.
Francesco Bianchini detto Campanino corse per l'ultima volta il 16 agosto 1860 nel Nicchio. Chiuse con 9 vittorie su 55 presenze al Palio di Siena.

## Presenze al Palio di Siena
| Palio           | Contrada   | Cavallo                   | Note   |
| --------------- | ---------- | ------------------------- | ------ |
| 2 luglio 1827   | Lupa       | Morello di A. Tommi       |        |
| 17 agosto 1827  | Giraffa    | Morello di S. Felli       |        |
| 2 luglio 1828   | Nicchio    | Morello di S. Felli       |        |
| 17 agosto 1828  | Leocorno   | Baio di G. Batazzi        |        |
| 2 luglio 1829   | Pantera    | Morello di S. Felli       |        |
| 16 agosto 1829  | Bruco      | Morello di E. Barbetti    |        |
| 2 luglio 1830   | Civetta    | Morello di S. Felli       |        |
| 16 agosto 1830  | Istrice    | Morello di S. Felli       |        |
| 2 luglio 1831   | Torre      | Morello di S. Felli       |        |
| 16 agosto 1831  | Lupa       | Morello di S. Felli       |        |
| 2 luglio 1832   | Aquila     | Morello di P. Maddali     | scosso |
| 16 agosto 1832  | Nicchio    | Morello di L. Jacopi      | scosso |
| 2 luglio 1833   | Civetta    | Morello di G. Pasciarelli |        |
| 18 agosto 1833  | Tartuca    | Sauro di G. Pasciarelli   |        |
| 2 luglio 1834   | Istrice    | Morello di G. Carli       |        |
| 17 agosto 1834  | Aquila     | Morello di G. Santi       |        |
| 2 luglio 1835   | Pantera    | Morello di L. Jacopi      |        |
| 17 agosto 1835  | Tartuca    | Morello di G. Soldatini   |        |
| 3 luglio 1836   | Bruco      | Morello di G. Bagnoli     |        |
| 16 agosto 1836  | Selva      | Morello di F. Bianchini   |        |
| 2 luglio 1837   | Aquila     | Baio di G. Piazzesi       |        |
| 16 agosto 1837  | Aquila     | Grigio di A. Garuglieri   |        |
| 2 luglio 1838   | Nicchio    | Baio di P. Bianchi        | scosso |
| 16 agosto 1838  | Nicchio    | Baio di G. Bonaiuti       |        |
| 2 luglio 1839   | Onda       | Baio di P. Bianchi        |        |
| 16 agosto 1839  | Onda       | Baio di A. Rogani         | scosso |
| 2 luglio 1840   | Onda       | Baio di F. Gonzi          |        |
| 16 agosto 1840  | Civetta    | Morello di G. Soldatini   |        |
| 2 luglio 1841   | Oca        | Morello di L. Bizzarri    |        |
| 16 agosto 1841  | Lupa       | Morello di L. Barbetti    |        |
| 17 agosto 1841  | Lupa       | ?                         | scosso |
| 3 luglio 1842   | Oca        | Morello di L. Bagnoli     |        |
| 17 agosto 1842  | Onda       | Baio di G. Pesucci        |        |
| 18 agosto 1842  | Tartuca    | Morello di T. Bertini     | scosso |
| 2 luglio 1843   | Tartuca    | Morello di A. Riccucci    |        |
| 16 agosto 1843  | Lupa       | Morello di L. Barbetti    |        |
| 2 luglio 1844   | Chiocciola | Morello di F. Papi        |        |
| 16 agosto 1844  | Giraffa    | Morello di G. Marraghini  |        |
| 2 luglio 1845   | Tartuca    | Morello di G. Masi        |        |
| 17 agosto 1845  | Nicchio    | ?                         |        |
| 2 luglio 1846   | Onda       | Morello di R. Buonsignori |        |
| 16 agosto 1846  | Selva      | Baio di P. Cianchelli     |        |
| 4 luglio 1847   | Selva      | Baio di L. Grandi         |        |
| 16 agosto 1847  | Oca        | Baio di A. Ballotti       |        |
| 2 luglio 1849   | Lupa       | Baio di G. Pesucci        |        |
| 16 agosto 1849  | Oca        | Baio di P. Cianchelli     |        |
| 21 ottobre 1849 | Aquila     | Morello di S. Franci      |        |
| 16 agosto 1852  | Nicchio    | Baio di A. Savini         |        |
| 3 luglio 1853   | Oca        | Morello di C. Rocchi      |        |
| 16 agosto 1853  | Onda       | Morello di S. Rogani      |        |
| 16 agosto 1854  | Oca        | Morello di L. Grandi      | scosso |
| 2 luglio 1855   | Oca        | Morello di V. Piazzesi    |        |
| 2 luglio 1856   | Aquila     | Morello di V. Piazzesi    |        |
| 15 agosto 1856  | Tartuca    | Morello di S. Franci      | scosso |
| 16 agosto 1860  | Nicchio    | Morello di A. Bernardini  |        |